# ڰ
Gāf rond souscrit ‹ ڰ › est une lettre additionnelle de l’alphabet arabe utilisé dans l’écriture du lahnda et du saraiki. Elle est composée d’un gāf ‹ گ › diacrité de rond souscrit.

## Utilisation
En lahnda écrit avec le shahmukhi, ‹ ڰ › représente une consonne occlusive injective vélaire [ɠ], transcrite ‹ ਗੱ › en gurmukhi et, dans l’ISO 15919, ‹ gg › avec l’alphabet latin.
En saraiki, gāf rond souscrit ‹ ڰ › est parfois utilisé comme alternative au gāf deux points verticaux souscrits ‹ ڳ ›.